# Dżabal asz-Szanabi
Dżabal asz-Szanabi (arab. ‏جبل الشعانبي‎, fr. Djebel Chambi) – najwyższy szczyt pasma Gór Tunezyjskich – wschodniego przedłużenia Atlasu Saharyjskiego, o wysokości bezwzględnej 1544 m n.p.m., zarazem najwyższy szczyt na terytorium Tunezji. 
Masyw Dżabal asz-Szanabi zbudowany jest głównie z wapienia i silnie zerodowany. Zbocza porośnięta są lasami piniowymi. Do typowych przedstawicieli fauny zaliczają się muflony, hieny, sępy i sokoły wędrowne.
W 1977 roku obszar masywu wpisano na listę rezerwatów biosfery UNESCO. W 1980 roku utworzono tu także Park Narodowy Dżabal asz-Szanabi (fr. Parc national de Chambi) o powierzchni 6723 ha.